# Gamvik
Gamvik är en tätort i Gamviks kommun i Finnmark fylke i norra Norge. Det lilla fiskeläget ligger vid Barents hav, omkring 20 kilometer från kommunens centralort Mehamn, vid änden av fylkesväg 8072.
Här är det mesta "världens nordligaste":
- Gamvik museum berättar om områdets historia, kustkulturen och djurlivet, genom föremål och bilder. Världens nordligaste museum.
- Slettnes fyr, omkring 4 kilometer från Gamvik, är 39 meter hög och världens nordligaste fastlandsfyr.
- Varen ligger på en höjd utanför Gamvik och här finns resterna av en tysk försvarsanläggning från kriget med omkring 130 tyskar stationerade. Den sprängdes under tyska arméns reträtt 1944.